# Fúlvia (gens)

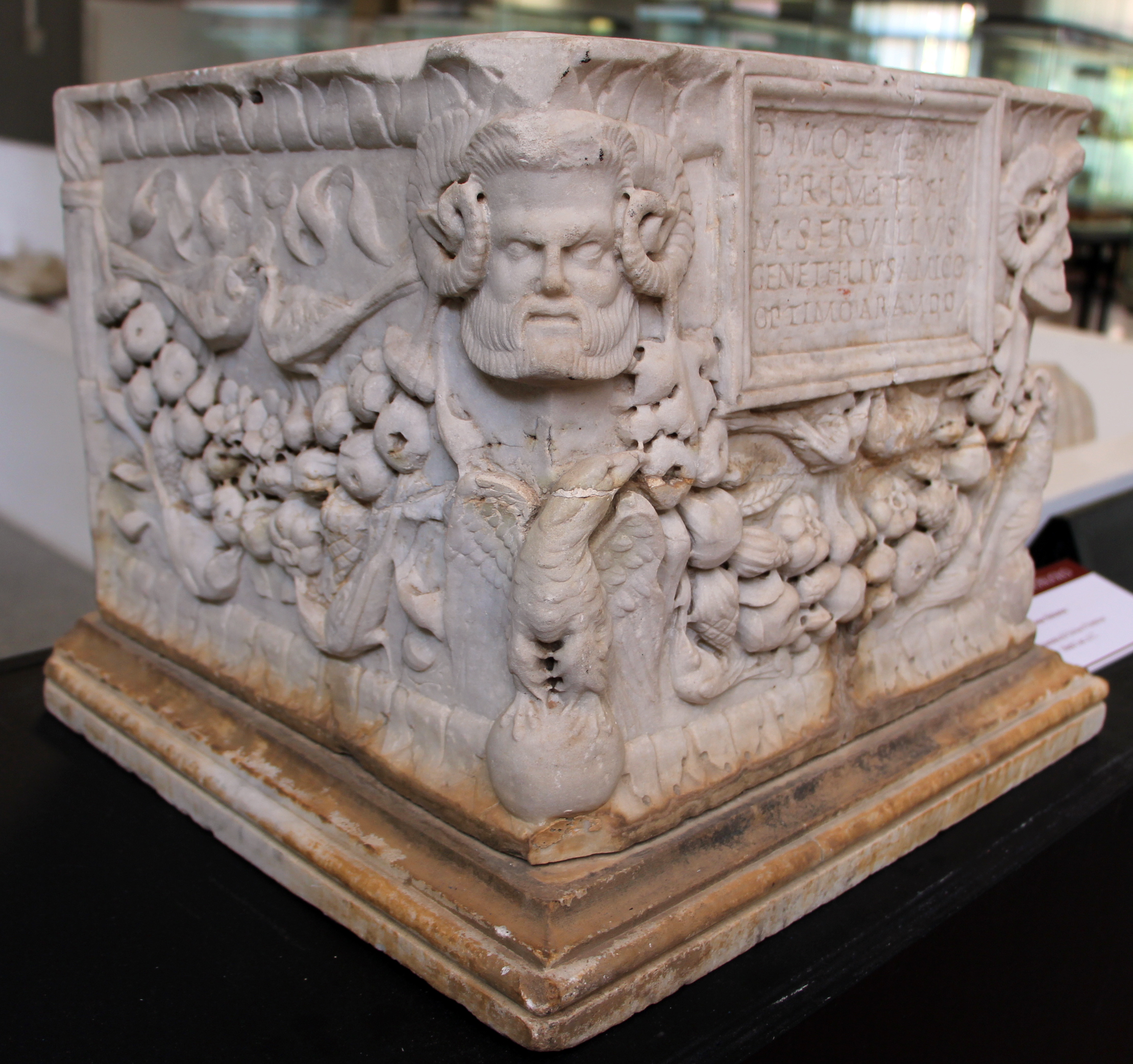
Urna funerária de um Fúlvio do século I

A gente Fúlvia (em latim: gens Fulvia, originalmente Foulvia; pl.: Fulvii) era uma das mais ilustres gentes da Roma Antiga. No final do século IV a.C., os Fúlvios tornaram-se nobiles através do patrocínio da gente Fábia, que apoiou a vitoriosa candidatura de Lúcio Fúlvio Curvo ao consulado em 322 a.C.. Foram muito ativos na política da República Romana e ganharam a fama de produzirem excelentes líderes militares.

## Origem
Segundo Cícero, esta gente veio de Túsculo, embora alguns membros certamente permaneceram lá, pois ainda haviam "Fúlvios" em Túsculo até a época dele. Segundo a lenda de formação da família, os Fúlvios teriam recebido sua sacra do próprio Hércules depois que ele realizou seus doze trabalhos.

## Prenomes utilizados
Os Fúlvios utilizaram os prenomes (em latim: praenomina) Lúcio, Cneu, Marco, Quinto, Sérvio e Caio. No século I a.C., encontramos também Fúlvios chamados Públio e Aulo, mas estes não são encontrados em nenhuma das grandes famílias da gente.

## Ramos e cognomes
Os cognomes que ocorrem nesta gente na época republicana são Bambálio (ou Bambuleo), Centúmalo, Curvo, Flaco, Nobilior, Petino e Verácio (ou Merácio).
"Curvo" (em latim: "Curvus"), que significa "curvo" ou "torto", é o primeiro a ocorrer na história dos Fúlvios, embora não se saiba se o cognome seja uma referência a alguma peculiaridade física, como um nariz curvo ou perna torta, ou se foi dado metafórica ou ironicamente. "Petino" (em latim: "Paetinus") era originalmente um agnome da família Curvo, que acabou prevalecendo; é uma forma estendida de "Peto" (em latim: "Paetus"), um cognome comum a muitas gentes e um indicativo de uma pessoa que tenha algum desvio leve nos olhos, motivo pelo qual foi classificado por Plínio com a palavra estrabão ("estrábico"). Porém, Horácio deixa claro que a palavra não indicava um desvio completo da visão como em estrabão quando ele descreve um pai chamando um filho que era estrabão de peto quando ele deseja mitigar o defeito. De fato, o leve desvio no olhar implicado pela palavra "paetus" era considerado atrativo e ela foi utilizada inclusive como um epíteto a Vênus.
Conforme o cognome Curvo foi sendo superado por Petino, este também foi superado por "Nobilior", que significa "muito nobre". Este agnome aparentemente foi assumido pela primeira vez pelo cônsul em 255 a.C., Sérvio Fúlvio Petino Nobilior, e seus descendentes deixaram de utilizar "Petino".
A relação entre os Fúlvios Centúmalos aos demais ramos da gente é incerto, mas, pelo fato de eles terem aparecido na história apenas um pouco depois que os Curvos e os Petinos e como eles utilizavam os mesmos prenomes deles, é provável que sejam todos aparentados.
O termo "Bambalio" é uma referência a uma tendência a gaguejar.
A esta lista, alguns estudiosos acrescentam os Nacas ou Natas (em latim: "Nacca" ou "Natta"), com base em Lúcio Fúlvio Naca ou Nata, um suposto cunhado de Públio Clódio Pulcro. Cícero menciona este Nata em duas ocasiões, mas não menciona seu nome. Sérvio chama-o de Pinário Nata em uma passagem de veracidade incerta, mas a única esposa conhecida de Clódio foi Fúlvia; assim, acredita-se amplamente que um irmão dela certamente chamar-se-ia Lúcio Fúlvio Nata, embora o cognome seja, até então, desconhecido entre a gente Fúlvia. Drumann, por sua vez, apresenta uma razão para supor que Clódio teria se casado duas vezes e que sua primeira esposa seria uma Pinária; neste caso, Nata seria irmão desta esposa e não de Fúlvia.

## Membros

### Fúlvios Curvos, Petinos e Nobiliores

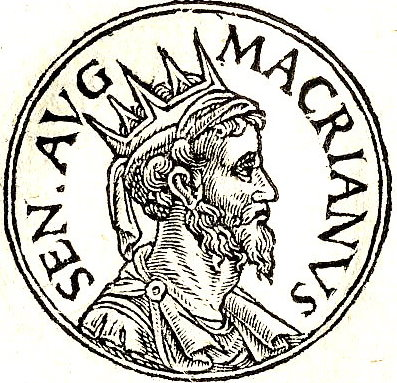
Macriano Maior no Promptuarii Iconum Insigniorum

- Lúcio Fúlvio Curvo, cônsul em 322 a.C. com Quinto Fábio Máximo Ruliano. Teria sido cônsul em Túsculo na época da revolta da cidade contra Roma e, ao passar para o lado dos romanos, foi agraciado com o mesmo cargo. Ele e seu colega  triunfaram sobre os tusculanos e, em alguns relatos, sobre os samnitas também. Mestre da cavalaria em 316 a.C., ele e o ditador Lúcio Emílio Mamercino, cercaram Satícula e derrotaram os samnitas.[9][10]
- Marco Fúlvio Curvo Petino, cônsul sufecto em 305 a.C., terminou o mandato do falecido cônsul Tibério Minúcio Augurino na batalha contra os samnitas. Segundo alguns relatos, tomou a cidade de Boviano e celebrou um triunfo sobre os samnitas.[11]
- Marco Fúlvio Petino, cônsul em 299 a.C..[12]
- Caio Fúlvio Curvo, um dos edis plebeus em 296 a.C.; ele e seu colega utilizaram as multas cobradas dos que deixavam seu gado pastando em terras públicas para organizar jogos e doaram cálices de ouro a Ceres.[13]
- Sérvio Fúlvio Petino Nobilior, cônsul em 255 a.C. com Marco Emílio Paulo, durante a Primeira Guerra Púnica. Depois da derrota de Régulo na África, no começo daquele ano, os cônsules foram despachados com uma frota de pelo menos trezentos navios para trazer de volta os sobreviventes. Perto de Hermas, a frota romana conseguiu uma brilhante vitória sobre os cartagineses, que sofreram pesadas perdas. Na volta para a Itália, a frota enfrentou uma terrível tempestade e foi quase totalmente destruída; mas os dois cônsules sobreviveram e celebraram um triunfo no ano seguinte.
- Marco Fúlvio Sérvio Nobilior, filho do cônsul 255 a.C..
- Marco Fúlvio Nobilior, como pretor, em 193 a.C., governou a província da Hispânia Ulterior, onde derrotou os váceos, tectões e celtiberos, recebendo uma ovação; como cônsul, em 189 a.C., lutou contra os etólios e ganhou um triunfo no ano seguinte. Foi censor em 179 a.C.
- Quinto Fúlvio Nobilior, um dos triúnviros (triumvir coloniae deducendae) nomeados em 184 a.C. para fundar colônias em Potência e Pisauro. Cícero identifica-o com o cônsul em 153 a.C., que era filho do cônsul em 189 a.C.; porém, é improvável que alguém escolhido para um cargo tão importante em 184 a.C. só tenha sido eleito cônsul trinta e um anos depois; e um Quinto Fúlvio Nobilior, que Lívio menciona como um garoto em 180 a.C., teria a idade correta para alcançar o consulado em 153 a.C., mas certamente seria muito jovem para receber a responsabilidade de fundar duas colônias somente quatro anos depois.[1][14][15]
- Marco Fúlvio Nobilior, tribuno militar em 180 a.C., serviu sob o comando do cônsul Aulo Postúmio Albino Lusco na Ligúria. Depois de dispensar suas forças sem ter autoridade para fazê-lo, foi exilado na Hispânia Ulterior. Broughton ressalta a grande dificuldade em descobrir sua verdadeira identidade por causa da grande quantidade de Fúlvios de mesmo nome e das inconsistências entre as fontes.[16][17]
- Marco Fúlvio Nobilior, cônsul em 159 a.C., parece ter liderado uma guerra contra os eleates na Ligúria, sobre os quais celebrou um triunfo no ano seguinte.[18]
- Quinto Fúlvio Nobilior, cônsul em 153 a.C., o primeiro ano no qual os cônsules passaram a assumir o cargo nas calendas de janeiro e não nas de março. Lutou contra os celtiberos, sofreu uma terrível derrota no dia da Vulcanália, 23 de agosto, um dia que permaneceu para sempre mal visto pelos generais romanos. Embora Fúlvio tenha conseguido infligir pesadas perdas aos inimigos, uma debandada de seus próprios elefantes levou-o a uma segunda derrota devastadora no final do mesmo ano. Foi censor em 136 a.C..
- Marco Fúlvio Nobilior, um dos conspiradores de Catilina. Um homem com este nome foi condenado em 54 a.C. por acusações desconhecidas; pode ter sido a mesma pessoa.[19][20]

### Fúlvios Centúmalos
- Cneu Fúlvio Máximo Centúmalo, cônsul em 298 a.C., triunfou sobre os samnitas e os etruscos. Provavelmente o mesmo Cneu Fúlvio Máximo Centúmalo que foi ditador clavi figendi causa em 263 a.C..[21][22]
- Cneu Fúlvio Centúmalo, cônsul em 229 a.C. com Lúcio Postúmio Albino; os dois conduziram a guerra na Ilíria, com grande sucesso, e Fúlvio triunfou sobre os ilírios.[23][24][25][26]

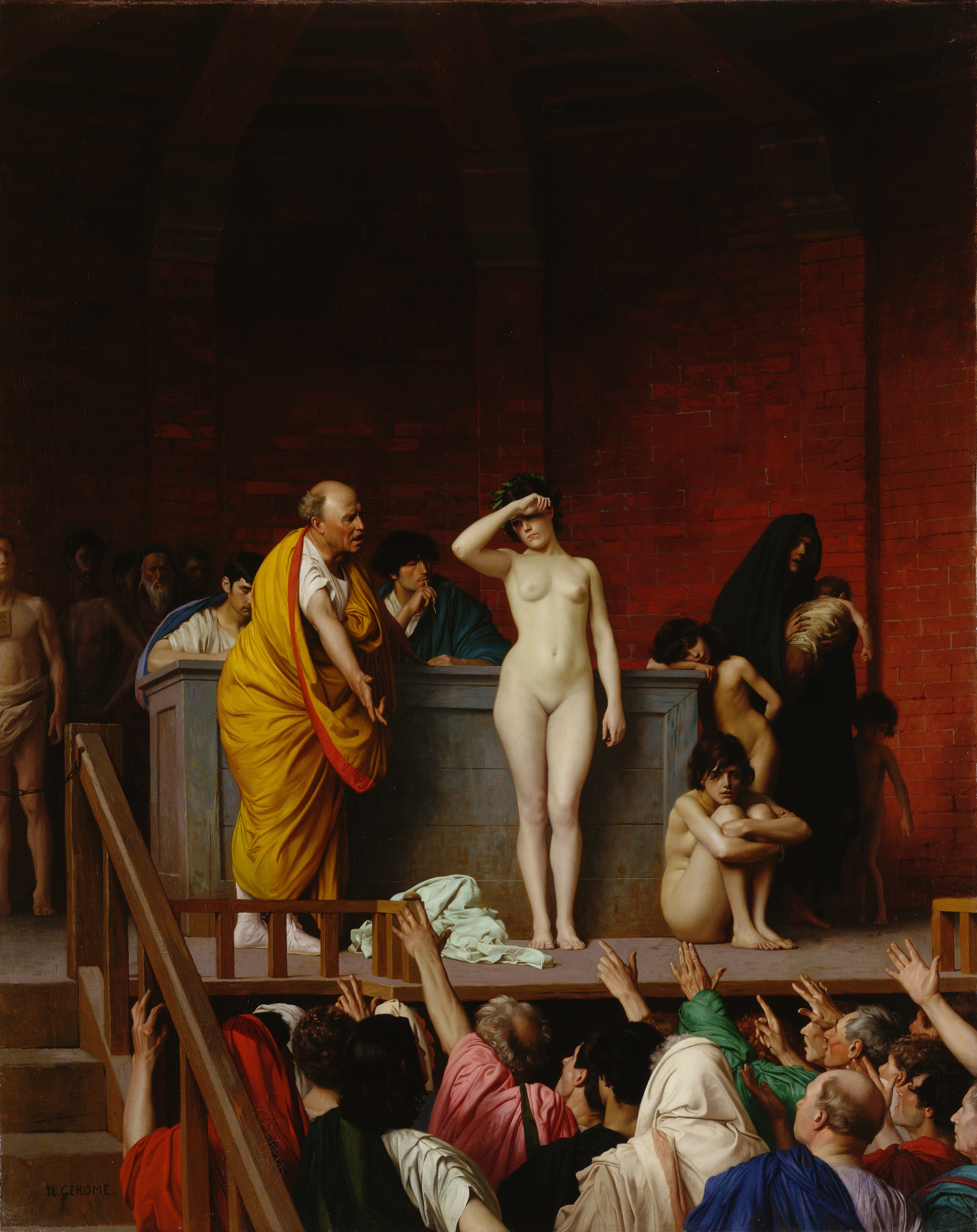
Mercado de escravos em Roma. Depois da conquista de Cápua por Quinto Fúlvio Flaco, muitos de seus habitantes foram vendidos em Roma. A crueldade com que ele tratou os habitantes da cidade manchou a reputação deste que foi um dos maiores generais romanos
1884. Por Jean-Léon Gérôme, no Hermitage, em São Petersburgo

- Cneu Fúlvio Centúmalo Máximo, cônsul em 211 a.C.; seu comando foi prolongado no ano seguinte, quando foi derrotado e morto em combate contra Aníbal na Segunda Batalha de Herdônia.[27][28][29][30]
- Marco Fúlvio Centúmalo, pretor urbano em 192 a.C., supervisionou a construção de cinquenta quinquerremos em preparação para a guerra contra Antíoco III, o Grande.[31]

### Fúlvios Flacos
- Marco Fúlvio Flaco, cônsul em 264 a.C., primeiro ano da Primeira Guerra Púnica.
- Quinto Fúlvio Flaco, cônsul em 237, 224, 212 e 209 a.C., mestre da cavalaria em 213 a.C. e ditador em 210 a.C.; um dos mais vitoriosos generais romanos, antes e durante a Segunda Guerra Púnica, mas seu legado foi manchado pela severidade com que tratou os derrotados capuanos em 211 a.C..
- Cneu Fúlvio Flaco, pretor em 212 a.C., durante o terceiro consulado de seu irmão, Quinto; recebeu a Apúlia como província e foi derrotado, com grandes perdas, por Aníbal na Primeira Batalha de Herdônia. Acusado de perder seu exército por falta de cuidado e prudência, foi considerado culpado de covardia e exilou-se voluntariamente em Tarquinia.[32]
- Quinto Fúlvio Flaco, serviu como legado de seu irmão, Quinto, no cerco de Cápua, em 211 a.C.. Em 209 a.C., recebeu ordens de levar um destacamento até a Etrúria e trazer de volta a Roma as legiões que estavam estacionadas lá.[33]
- Marco Fúlvio Flaco, um dos decemviri agris assignandis, nomeado em 201 a.C. para distribuir terras em Sâmnio e Apúlia para os veteranos de Cipião Africano.[34][35]
- Marco Fúlvio Flaco, um dos triúnviros (triumvir coloniae deducendae) nomeados para fundar colônias em Potência e Pisauro em 184 a.C..[36]
- Quinto Fúlvio Flaco, cônsul sufecto em 180 a.C., recebeu a província da Ligúria. Enviou 7 000 apuanos para Sâmnio.[37]
- Quinto Fúlvio Flaco, como pretor, em 182 a.C., recebeu a província da Hispânia Citerior, onde conseguiu diversas vitórias sobre os celtiberos, sobre os quais triunfou em 180 a.C.. Foi eleito cônsul no ano seguinte com seu irmão biológico, Lúcio Mânlio Acidino Fulviano, e triunfou sobre os lígures. Foi censor em 174 a.C..
- Cneu Fúlvio Flaco, irmão do cônsul em 179 a.C., foi expulso do Senado Romano durante o censorado dele.
- Marco Fúlvio Flaco, serviu como legado de seu irmão, Quinto, contra os celtiberos em 182 a.C..[38]
- (Lúcio?) Fúlvio Flaco, um filho mais novo do cônsul em 237, 224, 212 e 209 a.C.; foi adotado por Lúcio Mânlio Acidino e tornou-se Lúcio Mânlio Acidino Fulviano. Como pretor, em 188 a.C., governou a província da Hispânia Citerior, onde permaneceu até 186 a.C., derrotando os celtiberos, o que lhe valeu uma ovação. Foi eleito cônsul em 179 a.C. com seu irmão Quinto, que havia triunfado sobre os celtiberos no ano anterior.
- Sérvio Fúlvio Flaco, cônsul em 135 a.C., subjugou os vardeanos em Ilírico. Chegou a ser acusado de incesto e foi defendido, com sucesso, por Caio Escribônio Curião.[39][40][41]
- Caio Fúlvio Flaco, cônsul em 134 a.C., durante a Primeira Guerra Servil; assumiu o comando na Sicília e atacou os escravos, mas sem muito sucesso[39][42]
- Marco Fúlvio Flaco, cônsul em 125 a.C., ajudou os massílios contra os salúvios e triunfou sobre os lígures transalpinos. Um leal aliado de Caio Graco e defensor de suas leis agrárias, suas tentativas de dar a Graco uma força armada levaram a uma negociação fracassada com os optimates e ele acabou condenado à morte juntamente com seu filho mais velho.
- Fúlvia, filha do cônsul em 125 a.C., casou-se com Públio Cornélio Lêntulo e foi mãe de Públio Cornélio Lêntulo Sura.
- Fúlvia, casou com um irmão de Quinto Lutácio Cátulo, cônsul em 102 a.C..[43]
- Fúlvia, casou com Lúcio Júlio César, cônsul em 90 a.C..[44]

### Outros

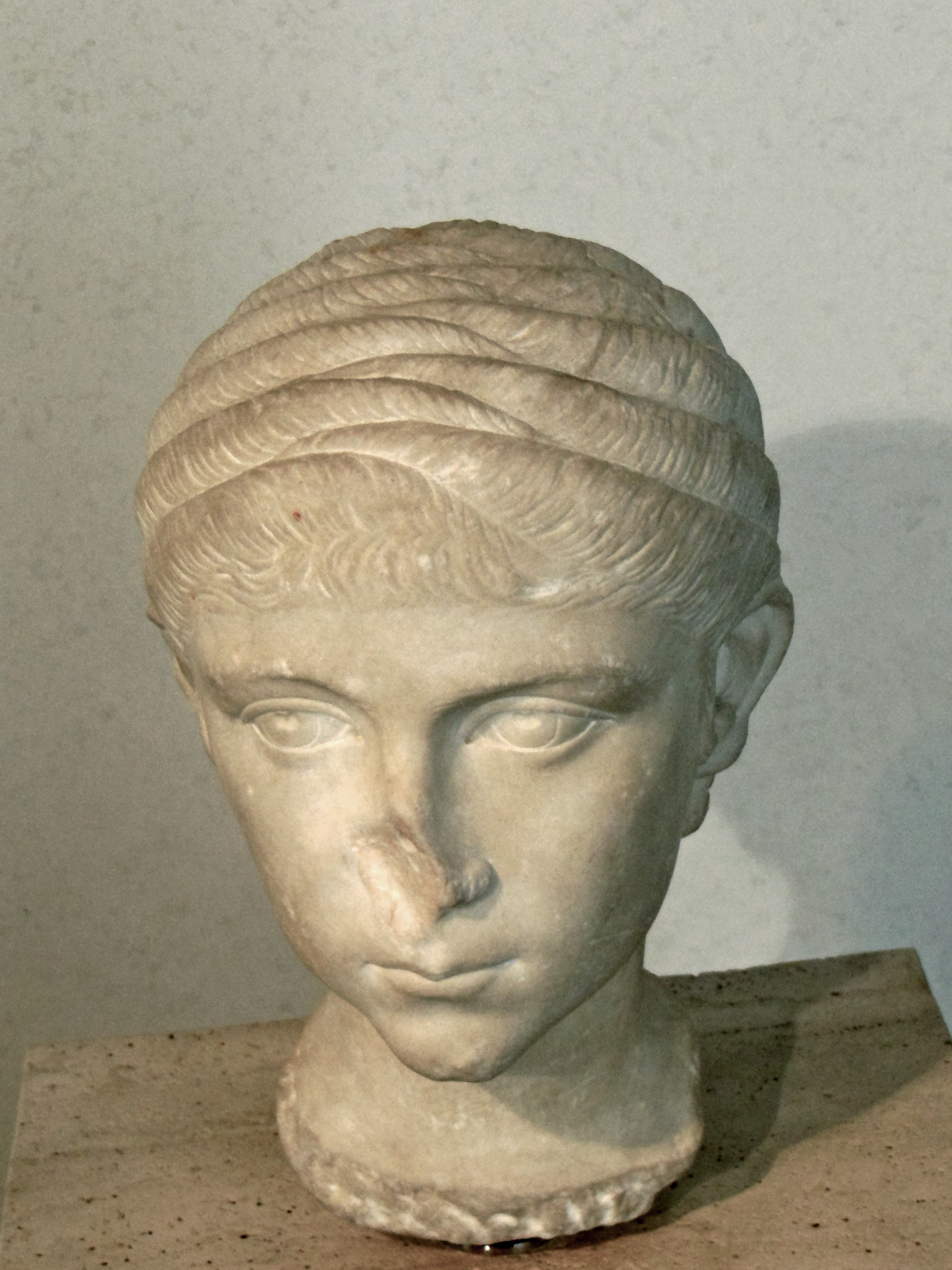
Fúlvia Plaucila, esposa de Caracala

- Quinto Fúlvio Gilo, um legado de Cipião Africano, que o enviou a Cartago em 203 a.C.. Foi pretor em 200 a.C. e governou a Sicília.[45]
- Cneu Fúlvio Gilo, provavelmente filho do pretor em 200 a.C., foi pretor em 167 a.C. e governou a Hispânia Citerior.[46]
- Marco Fúlvio Bambálio, de Túsculo, casou-se com Semprônia, filha de Semprônio Tuditano. A filha deles, Fúlvia, era esposa de Marco Antônio.[47]
- Fúlvia, filha de Marco Fúlvio Bambálio, casou-se com Públio Clódio Pulcro; depois de seu assassinato, em 52 a.C., casou-se com Caio Escribônio Curião. Depois de sua morte, em 49 a.C., tornou-se a terceira esposa de Marco Antônio, o triúnviro; em 41 a.C., ajudou a instigar a Guerra Perusina.
- Públio Fúlvio Verácio ou Nerácio, a quem Cícero chama de "lectissimus homo", acusou Tito Ânio Milão em 52 a.C..[48][49]
- Aulo Fúlvio, um membro da Segunda Conspiração de Catilina em 63 a.C.. Enquanto ia se encontrar com Catilina, seu pai foi informado dos planos do filho e, agarrando-o, ordenou que ele fosse executado.[50][51][52]
- Fúlvia Pia, mão de Sétimo Severo, imperador romano entre 193 e 211.
- Caio Fúlvio Plauciano, prefeito pretoriano na época de Sétimo Severo, de quem pode ser parente. Tendo conseguido grande riqueza e poder, conseguiu casar sua filha, Fúlvia Pluacila, com Caracala, o futuro imperador. Mas Caracala como desprezava os dois, Plauciano previu sua própria queda e, em 203, foi executado depois de ser condenado de conspirar contra o imperador e sua família.
- Fúlvia Plaucila, esposa de Caracala, foi banida e condenada à morte em 212 depois do assassinato do irmão do imperador, Geta.
- Fúlvio Pláucio, irmão de Fúlvia Plaucila, com quem foi banido e executado em 212.
- Fúlvio Diogeniano, um ex-cônsul, lembrado por seus imprudentes discursos durante o reinado de Macrino.[53] É possível que seja o mesmo prefeito urbano morto em 222.
- Fúlvio, prefeito urbano em 222, foi despedaçado juntamente com Aurélio Eubulo pelos soldados e pelo povo no massacre que se seguiu à morte de Heliogábalo. Foi sucedido pelo notório Eutiquiano Comazão. É possível que seja a mesma pessoa que o consular Fúlvio Diogeniano.[54]
- Macriano Maior, usurpador romano entre 259 e 261.
- Macriano Menor, usurpador romano entre 259 e 261.
- Fúlvio Aspriano, um historiador que registrou, em grandes detalhes, os atos do imperador Carino.[55]